# Józef von Hohenzollern
Józef von Hohenzollern, niem. Joseph Wilhelm Friedrich von Hohenzollern-Hechingen (ur. 20 maja 1776 w Opawie, zm. 26 września 1836 w Oliwie) – biskup warmiński w latach 1818–1836, opat cystersów w Oliwie.

## Życiorys

### Rodzina
Pochodził z katolickiej gałęzi domu niemieckiego Hohenzollern-Hechingen. Był synem generała Fryderyka Antoniego (zm. 1812) i hrabiny Ernestyny Józefy (zm. 1825). Jego stryjem był Karol von Hohenzollern.

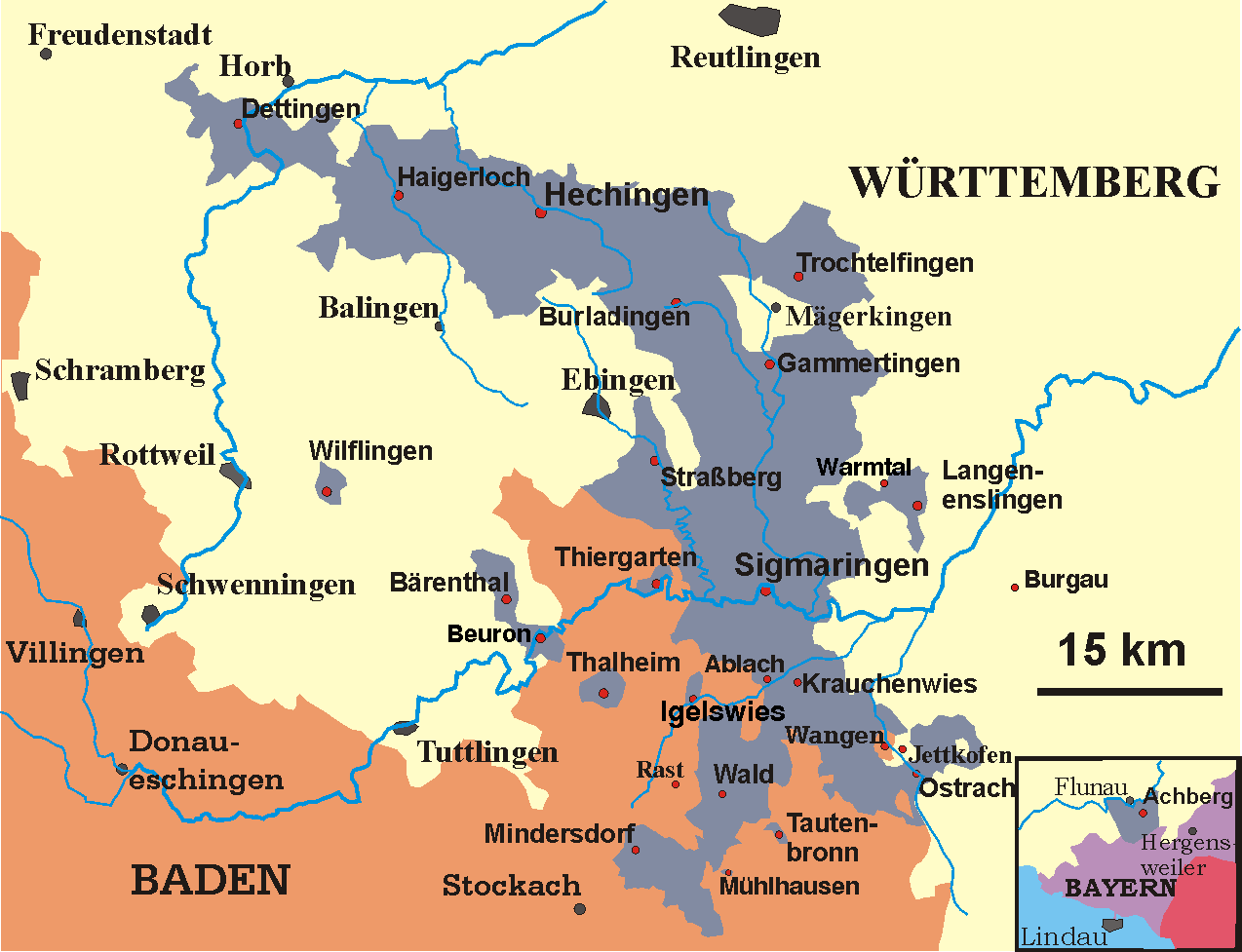
Mapa państwa Hohenzollern-Hechingen (w latach 1576–1850)

### Kariera
- kształcił się w szkołach wojskowych w Wiedniu i Stuttgarcie
- 1790 – został kanonikiem wrocławskim
- 1800 – 1 sierpnia przyjął święcenia kapłańskie[2]
- 1808 – zgodnie z życzeniem króla pruskiego Fryderyka Wilhelma kapituła we Fromborku wybrała go na biskupa warmińskiego[3]. Na Warmii trwała wówczas wojna, księstwo warmińskie było miejscem przemarszu wojsk rosyjskich, francuskich i pruskich
- bronił zagrożonych przez władze pruskie praw Kościoła[4] (m.in. zdołał zachować istnienie klasztoru w Świętej Lipce)
- wpłynął na ożywienie życia religijnego i zmiany w szkolnictwie (w 1811 powstało Seminarium Nauczycielskie w Braniewie, a w 1818 Lyceum Hosianum), zreorganizował seminarium diecezjalne[5]
- 1818 – 12 lipca przyjął w katedrze we Fromborku sakrę biskupią
- 1821 – papież Pius VII mianował go delegatem dla dokonania nowego rozgraniczenia diecezji w Prusach (dawna diecezja sambijska i część Powiśla zostały włączone do diecezji warmińskiej)
- był fundatorem ołtarza głównego w kościele farnym w Reszlu, ołtarz wykonany zostaje w latach 1820–1822 przez rzeźbiarza Wilhelma Biereichela i stolarza Andrzeja Thiela[6]
- 1836 – 3 lutego uzyskał stopień doktora teologii na uniwersytecie w Bonn
- 1836 – 26 września zmarł w Oliwie